# 5159 Burbine
5159 Burbine eller 1977 RG är en asteroid i huvudbältet som upptäcktes den 9 september 1977 av Harvard College Observatory. Den är uppkallad efter amerikanen Thomas Burbine.
Asteroiden har en diameter på ungefär 6 kilometer och den tillhör asteroidgruppen Gefion.